# Stazione di Daimon (Hiroshima)
La stazione di Daimon (大門駅?, Daimon-eki) è una stazione ferroviaria situata nella città di Fukuyama, nella prefettura di Hiroshima in Giappone. Si trova sulla linea principale Sanyō.

## Linee e servizi
JR West
■ Linea principale Sanyō

## Caratteristiche
La stazione è dotata di un marciapiede a isola e uno laterale con 3 binari in superficie. La stazione supporta la bigliettazione elettronica ICOCA e sono presenti tornelli automatici di accesso ai binari.
| 1 | ■ Linea principale Sanyō | per Kurashiki, Okayama e Banshū-Akō |
| 3 | ■ Linea principale Sanyō | per Fukuyama, Onomichi e Mihara     |

## Stazioni adiacenti
| «                               | Servizio               | »                      |
| Linea principale Sanyō          | Linea principale Sanyō | Linea principale Sanyō |
| ------------------------------- | ---------------------- | ---------------------- |
| Kasaoka                         | Locale                 | Higashi-Fukuyama       |
| Il rapido "Sun Liner" non ferma |                        |                        |